# Network : Main basse sur la télévision
Pour les articles homonymes, voir network.
Pour plus de détails, voir Fiche technique et Distribution.
Network : Main basse sur la télévision (Network) est un film américain réalisé par Sidney Lumet et sorti en 1976.
Le film est salué par la critique à sa sortie. Succès commercial, il reçoit par ailleurs de nombreuses distinctions dont 10 nominations aux Oscars. Il en remporte quatre : meilleur scénario original, meilleur second rôle féminin pour Beatrice Straight, meilleure actrice pour Faye Dunaway et Oscar du meilleur acteur pour Peter Finch.

## Synopsis
Le réseau UBS est racheté par le conglomérat CCA. Franck Hackett décide alors de renvoyer Howard Beale, présentateur du journal télévisé depuis 20 ans et en perte d'audimat, malgré les protestations de Max Schumacher, rédacteur en chef. Lors de ses dernières émissions, Beale devient de plus en plus offensant, menaçant de se suicider et jurant en direct à la télévision. Flairant le bon coup médiatique, Diana Christensen, directrice des programmes, donne carte blanche à Beale. Lorsque Beale hurle à des millions de téléspectateurs de se rebeller contre le système, c'est le carton d'audience. Hackett décide alors de renvoyer Schumacher, et donne les pleins pouvoirs à Christensen. Elle transforme alors l'émission de Beale en une idiotie commerciale, où le présentateur, devenu totalement fou, crie des inepties populistes au public. Dans le même temps, elle crée une série documentaire tapageuse sur un groupe terroriste communiste. En parallèle, Schumacher quitte femme et enfants pour vivre avec Christensen.
Lors d'une émission, Beale révèle qu'UBS va être racheté par des Saoudiens, et demande au public de s'insurger. Il est donc convoqué par Arthur Jensen, propriétaire de CCA. À l'aide d'une mise en scène qui impressionne Beale, Jensen le convainc d'abandonner ses idées populistes et de propager un message pro-capitaliste et mondialiste. Beale s'exécute, mais les audiences baissent. Dans le même temps, Schumacher décide de quitter Christensen, obsédée par ses objectifs d'audimat et incapable d'exprimer la moindre émotion. Elle envoie alors ses amis terroristes tuer Beale en pleine émission, pour relancer l'audimat. Howard Beale devient alors le premier homme à avoir été assassiné en direct à la télévision.

## Fiche technique
- Titre original : Network
- Titre français :  Network : Main basse sur la télévision
- Réalisation : Sidney Lumet
- Scénario : Paddy Chayefsky
- Musique : Elliot Lawrence
- Décors : Philip Rosenberg et Edward Stewart
- Costumes : Theoni V. Aldredge
- Photographie : Owen Roizman
- Montage : Alan Heim
- Production : Fred C. Caruso et Howard Gottfried
- Société de production : Metro-Goldwyn-Mayer
- Société de distribution : United Artists
- Budget : 3 800 000 $ (estimation)
- Pays de production :  États-Unis
- Langue originale : anglais
- Format : Couleurs - 35 mm - son monophonique
- Genre : drame
- Durée : 120 minutes
- Dates de sortie : 
  - États-Unis : 27 novembre 1976
  - France : 16 mars 1977
- Affiche : Jouineau Bourduge (France)

## Distribution
- Faye Dunaway (VF : Perrette Pradier) : Diana Christensen
- William Holden (VF : Alain Mottet) : Max Schumacher
- Peter Finch (VF : Michel Vitold) : Howard Beale
- Robert Duvall (VF : François Chaumette) : Frank Hackett
- Wesley Addy (VF : Daniel Gélin) : Nelson Chaney
- Ned Beatty (VF : Jean Davy) : Arthur Jensen
- Jordan Charney (VF : Roger Rudel) : Harry Hunter
- Darryl Hickman (VF : Mario Santini) : Bill Herron
- William Prince (VF : Claude Dasset) : Edward George Ruddy
- Beatrice Straight (VF : Jacqueline Porel) : Louise Schumacher
- Marlene Warfield (VF : Thamila Mesbah) : Laureen Hobbs
- Cindy Grover : Caroline Schumacher
- Arthur Burghardt (VF : Georges Atlas) : Great Ahmed Kahn
- Bill Burrows : le réalisateur de TV
- John Carpenter : George Bosch
- Kathy Cronkite : Mary Ann Gifford
- Ed Crowley (VF : Guy Montagné) : Joe Donnelly
- Jerome Dempsey (VF : Henri Labussière) : Walter C. Amundsen
- Conchata Ferrell (VF : Jane Val) : Barbara Schlesinger
- Gene Gross : Milton K. Steinman
- Stanley Grover : 	Jack Snowden
- Mitchell Jason : Arthur Zangwill
- Paul Jenkins : le régisseur de la TV
- Ken Kercheval : Merrill Grant
- Roy Poole (VF : Jean-Henri Chambois) : Sam Haywood
- Sasha von Scherler : Helen Miggs
- Lane Smith : Robert McDonough
- Cameron Thomas : le directeur technique de TV
- Lydia Wilen : le secrétaire de Hunter
- Lee Richardson (VF : Jean Martinelli) : le narrateur

Acteurs non crédités
- Lance Henriksen (VF : Guy Chapellier) : l'avocat de Network
- Michael Tucker : un employé de bureau

## Production

### Genèse et développement
Le suicide en direct de Christine Chubbuck aurait inspiré le script de Paddy Chayefsky,. On y présente l'animateur Howard Beale (en), qui affirme qu'il commettra un suicide en direct, avant de changer d'idée pour se lancer dans une diatribe qui revitalisera sa carrière et son réseau. Cependant, d'après le livre Mad as Hell: The Making of Network and the Fateful Vision of the Angriest Man in Movies de David Itzkoff (en), Chayefsky aurait commencé l'écriture de ce passage de Network des mois avant les événements.

### Attribution des rôles
Peter Finch n'est pas le premier choix de Sidney Lumet pour incarner Howard Beale. Henry Fonda est d'abord contacté, mais il refuse, trouvant le rôle trop hystérique. Après le refus du journaliste Walter Cronkite, George C. Scott et Gene Hackman déclinent également.
Glenn Ford et William Holden seront en compétition pour décrocher le rôle de Max Schumacher. La production choisit finalement le second, notamment grâce à sa prestation dans La Tour infernale, immense succès sorti deux ans plus tôt.

### Tournage
En raison du sujet traité, aucun network majeur n'a voulu accueillir la production. C'est donc au siège new-yorkais de la Metro-Goldwyn-Mayer que les prises de vues ont lieu, ainsi qu'au Canada. Le tournage a ainsi lieu dans les CFTO-TV Studios à Toronto, à New York et à East Hampton.

## Distinctions
Peter Finch décède le 14 janvier 1977. Ses récompenses lui sont donc attribuées à titre posthume. Il est le premier acteur à recevoir l'Oscar du meilleur acteur à titre posthume.

### Récompenses
- LAFCA 1976 :
  - Meilleur film
- Oscars 1977 :
  - Meilleur acteur - Peter Finch
  - Meilleure actrice - Faye Dunaway
  - Meilleure actrice dans un second rôle - Beatrice Straight
  - Meilleur scénario original - Paddy Chayefsky
- Golden Globes 1977 :
  - Meilleur acteur dans un film dramatique - Peter Finch
  - Meilleure actrice dans un film dramatique - Faye Dunaway
  - Meilleur réalisateur - Sidney Lumet
  - Meilleur scénario - Paddy Chayefsky
- BAFTA 1978 :
  - Meilleur acteur - Peter Finch
- National Film Registry 2000 : Sélectionné et conservé à la Bibliothèque du Congrès américain.

### Nominations
- Oscars 1977 :
  - Meilleur film
  - Meilleur réalisateur - Sidney Lumet
  - Meilleur acteur - William Holden
  - Meilleur acteur dans un second rôle - Ned Beatty
  - Meilleure photographie - Owen Roizman
  - Meilleur montage - Alan Heim
- Golden Globes 1977 :
  - Meilleur film dramatique
- Saturn Awards 1977 :
  - Meilleur film de science-fiction
- BAFTA 1978 :
  - Meilleur film
  - Meilleur réalisateur - Sidney Lumet
  - Meilleur acteur - William Holden
  - Meilleure actrice - Faye Dunaway
  - Meilleur acteur dans un second rôle - Robert Duvall
  - Meilleur scénario - Paddy Chayefsky
  - Meilleur montage - Alan Heim
  - Meilleur son - Jack Fitzstephens, Marc Laub, Sanford Rackow, James Sabat et Dick Vorisek

## Analyse
Network est une critique acerbe sur le pouvoir et le monde cynique de la télévision, sur le commerce qu'elle génère, où tout doit se réduire à des chiffres, à des taux d'audience, au détriment de l'humain. Diana Christensen incarne l'aliénation capitaliste déshumanisante, elle qui réduit sa propre vie et tout ce qui l'entoure à des synopsis de séries B, formatés pour la télévision,.
Dès les dix premières minutes du film, on peut voir un signe nazi sur un livre dans une bibliothèque en second plan, lorsque Franck Hackett, fou de rage contre Beale qui vient d'annoncer son suicide en plein programme télévisé, se demande comment éviter les ennuis qu'un tel événement pourrait lui attirer. Ce procédé est sans doute une analogie entre le monde de la télévision et le totalitarisme. Le thème de la propagande est d'ailleurs utilisé à plusieurs reprises.

## Adaptation et projet deremake

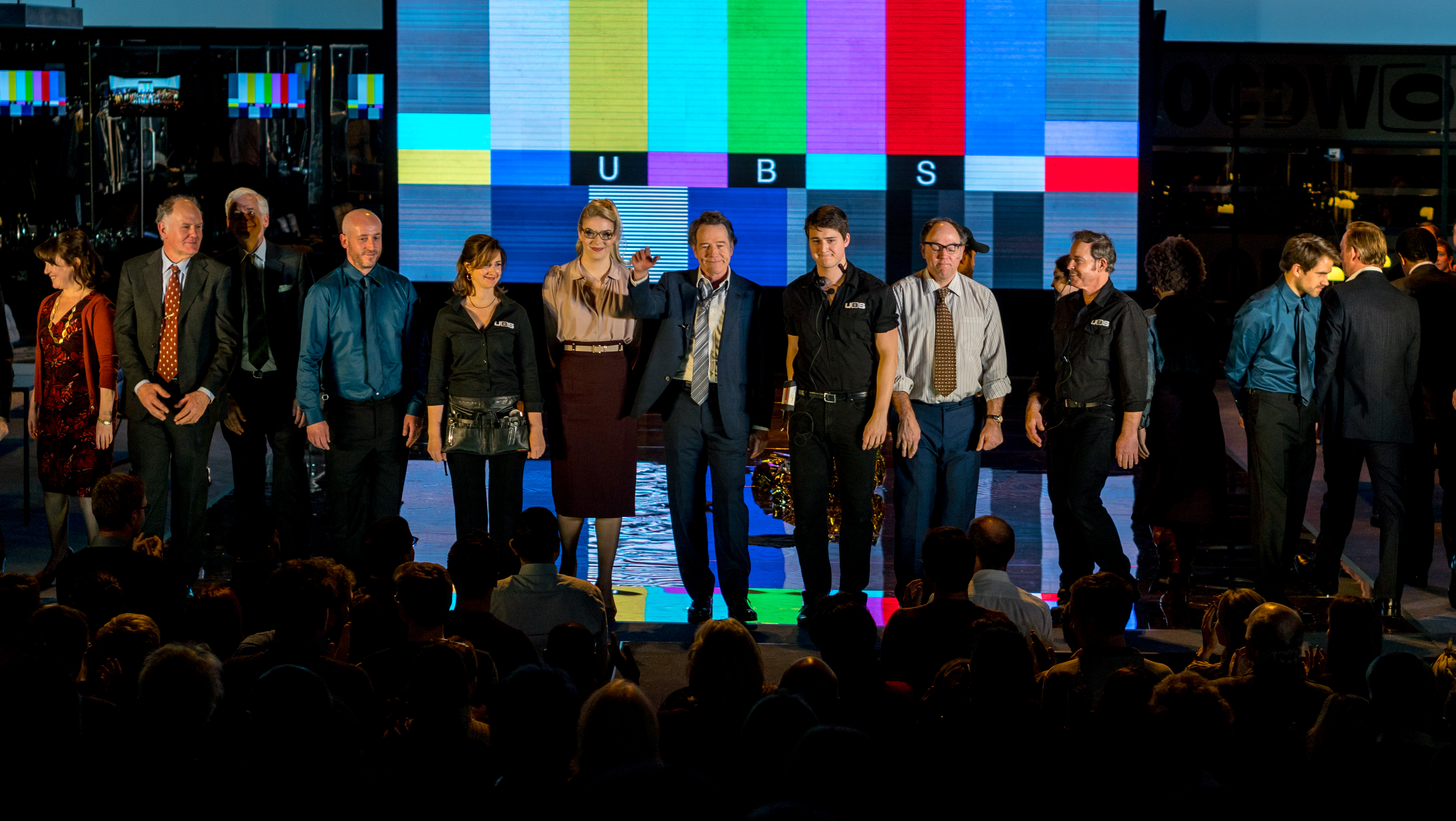
L'équipe de la pièce de théâtre adaptée du film en décembre 2017

Un projet de remake a été un temps évoqué en 2006, avec George Clooney comme réalisateur.
Le dramaturge britannique Lee Hall adapte le film en pièce de théâtre, mise en scène par Ivo van Hove. La première a lieu au Royal National Theatre de Londres 13 novembre 2017. Bryan Cranston y tient le rôle de Howard Beale,. La pièce est ensuite jouée à Broadway en décembre 2018, toujours avec Bryan Cranston.